# Ferdinand J. Chesarek

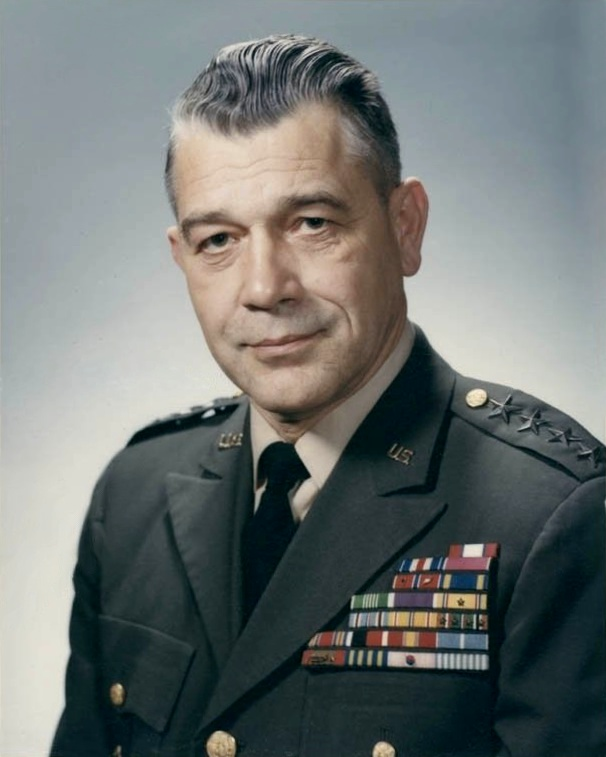
Ferdinand J. Chesarek

Ferdinand Joseph Chesarek (* 18. Februar 1914 in Calumet, Houghton County, Michigan; † 20. November 1993 in Nashville, Davidson County, Michigan) war ein Viersterne-General der United States Army. Zuletzt kommandierte er den United States Army Materiel Command (AMC).
Ferdinand Chesarek besuchte die öffentlichen Schulen seiner Heimat. In den Jahren 1935 bis 1938 durchlief er die United States Military Academy in West Point. Nach seiner Graduation wurde er als Leutnant der Infanterie zugeteilt. In der Armee durchlief er anschließend alle Offiziersränge bis zum Viersterne-General.
Im Lauf seiner militärischen Karriere absolvierte er verschiedene Kurse und Schulungen. Dazu gehörten der Field Officer Advanced Course (1942), das Armed Forces Staff College (1953) und das National War College (1955). Außerdem studierte er von Juni 1948 bis April 1950 an der Stanford University. Ende der 1950er Jahre studierte er noch für einige Zeit an der Harvard University.
Chesarek war zunächst in Fort Lewis im Bundesstaat Washington und danach in Fort Richardson in Alaska stationiert. Im Sommer 1942 wurde er nach Fort Leonard Wood in Missouri versetzt, wo er im 177. Feldartillerieregiment diente. Später wurde er Stabsoffizier bei einer Untereinheit dieses Regiments in Camp McCoy in Wisconsin.
Ab November 1943 war Chesarek aktiv am Kriegsgeschehen des Zweiten Weltkriegs beteiligt. Er wurde auf den europäischen Kriegsschauplatz versetzt, wo er Bataillonskommandeur des 28. Feldartilleriebataillons wurde, das zur 8. Infanteriedivision gehörte. Mit dieser Einheit nahm er ab Sommer 1944 an den Kampfhandlungen in Nordfrankreich teil. Anschließend drang er zusammen mit anderen Verbänden der Alliierten immer weiter nach Osten vor. Durch das Rheinland gelangten die Truppen bis tief ins Innere Deutschlands, das im Mai 1945 kapitulierte.
Im Juli 1945 kehrte er in die Vereinigten Staaten zurück, wo er zunächst Generalstabsaufgaben im Kriegsministerium wahrnahm. In den Jahren 1953 bis 1955 diente er in Südkorea, wo er zunächst Stabsoffizier im Hauptquartier bei der 8. Armee war. Ab Mai 1954 kommandierte er eine amerikanisch-koreanische Artillerieeinheit. Nach seiner Rückkehr in die Vereinigten Staaten versah Ferdinand Chesarek wieder verschiedene Aufgaben als Generalstabsoffizier. Unter anderem war er für das Verteidigungsministerium tätig, wo er auch für die Koordinierung von internationalen Konferenzen mitverantwortlich war. Bei zwölf solcher Konferenzen war er Mitglied der jeweiligen amerikanischen Delegationen.
Im Juli 1960 wurde Chesarek Stabschef der U.S. Army Southern European Task Force in Italien. Ab März 1961 war er Kommandierender General des in Frankreich stationierten 4th Logistical Commands. Ab Oktober 1962 war er erneut als Stabsoffizier für Logistik tätig. Bis 1968 folgten weitere Verwendungen im Generalstabsbereich. Im Mai 1968 hielt er in einigen britischen Militärschulen Vorträge. Er gehörte auch für einige Zeit dem amerikanischen Militärstab bei der UNO an. Ab März 1969 bekleidete Ferdinand Chesarek den Rang eines Viersterne-Generals. Vom 10. März 1969 bis zum 1. November 1970 kommandierte er als Nachfolger von Frank S. Besson, Jr. den United States Army Materiel Command. Anschließend ging er in den Ruhestand.
Die folgenden zwanzig Jahre lebte er in Los Altos Hills in Kalifornien. Im Jahr 1990 zog er in das Solano County, ebenfalls in Kalifornien, um. Er starb am 20. November 1993 in einem Krankenhaus in Nashville in Tennessee an Komplikationen nach einer Herzoperation. Er wurde auf dem Nationalfriedhof Arlington beigesetzt. Noch zu Lebzeiten hatte er gebeten, bei seiner Beisetzung auf die obligatorischen militärischen Ehren zu verzichten.

## Orden und Auszeichnungen
Ferdinand Chesarek erhielt im Lauf seiner militärischen Laufbahn unter anderem folgende Auszeichnungen:
- Army Distinguished Service Medal
- Silver Star
- Legion of Merit
- Bronze Star Medal
- Air Medal
- Purple Heart
- Army Commendation Medal
- Croix de Guerre (Frankreich)
- Orden der Ehrenlegion (Frankreich)
- Order of Ulchi (Südkorea)
- Order of Republic Medal (Italien)